# ДЛ-10 (десантная лодка)
ДЛ-10 — десантная лодка, предназначена для десантной переправы войск.

## Техническое описание
Десантная лодка ДЛ-10 состоит из двух полулодок, соединенных с собой по днищу при помощи сцепных крюков и петель проушин, а в верхней части бортов — стяжными болтами. Полулодки имеют складывающиеся борта.
Переправа десанта производится и на отдельных полулодках. Вместимость полулодки 13 человек.
Комплект лодки включает
- 2 полулодки;
- 2 причальных штропа;
- 4 съемных сиденья;
- 10 весел;
- 10 уключин;
- 2 спасательных круга.

При снаряжении раскладываются полулодки, устанавливаются распорки, сиденья и уключины, укладываются распорки и буи.
Паром на двух лодках обеспечивает переправу артиллерийских орудий, колесных тягачей и других грузов общим весом до 4 т и давлением на ось до 2 т.
Паром на трех лодках обеспечивает переправу артиллерийских орудий, колесных тягачей и других грузов общим весом до 6 т и давлением на ось до 3 т.
Паромы собираются расчетом из 10-12 человек.
ДЛ-10 входит в состав парома с домкратами комплекта КМС (КМС-Э) и как вспомогательная лодка в комплекты УСМ (УСМ-2), КМС (КМС-Э).

### Технические характеристики
- вес — 420 кг;
- время снаряжения — 3-4 мин;
- грузоподъемность — 3 т;
- вместимость — 25 чел;
- скорость передвижения с подвесным мотором — 12 км/ч;
- скорость передвижения на веслах — 5 км/ч;
- длина — 8,6 м;
- ширина — 1,4 м;
- материал корпуса — бакелизированная фанера.